# Saíf bin Sultán
Saíf bin Sultán († 4. října 1711, Rustak) byl ománský imám z dynastie Járuba. Během jeho vlády (1691/1692-1711) se Ománci vydali expandovat na východní pobřeží Afriky, odkud se jim podařilo vyhnat Portugalce. Éra sultána a imáma Saífa patří mezi nejúspěšnější období ománské historie.

## Imámem
Po smrti jeho otce imáma Sultána bin Saífa se moci chopil Saífův bratr Bilárub bin Sultán. Některé kmeny ale podporovaly Saífa, a tak nastala vzpoura. Saíf zvítězil, ale Bilárub se roky držel v pevnosti Džabrín (Džibrín), kde také nakonec zemřel. Po jeho smrti se stal Saíf imámem definitivně.
Saíf bin Sultán se zasloužil o rozvoj zemědělství a nechal postavit podzemní kanály s vodou (kanáty), aby byla zavlažována i suchá pouštní území více ve vnitrozemí.
Roku 1694 se maskatským lodím podařilo vyplenit ostrov Salsette (u Bombaje) s portugalskou posádkou na západním pobřeží Indie, o rok později piráti z Maskatu vyrabovali také Mangalúru.
V roce 1698 se Saíd sblížil s Brity, s nimiž podepsal smlouvu o přátelství.

## Kampaň v Africe
Imám Saíf získal portugalské državy – přibližně v letech 1698–1700 padla Ománcům Mombasa (dnešní Keňa), ostrov Zanzibar a ostrov Pemba, přístav Kilwa (dnešní Tanzanie), Patta a další teritoria. Mosambik se mu ale dobýt nepodařilo, Portugalci Mosambik ovládali až do 20. století.
Expanze nepokračovala jen na africkém kontinentu, v roce 1700 Omán okupoval ostrov Bahrajn.